# Philippe Leroy-Beaulieu
Pour les articles homonymes, voir Philippe Leroy, Leroy et Beaulieu.
Pour les autres membres de la famille, voir Famille Leroy-Beaulieu.
Philippe Leroy-Beaulieu, plus connu sous le nom de Philippe Leroy, né le 15 octobre 1930 à Paris 16e et mort le 1er juin 2024 à Rome, est un acteur français.
Après une brève carrière militaire, il devient acteur au tout début des années 1960. Il joue dans plus de deux cents films au cinéma et à la télévision et se produit également au théâtre. À partir de 1961, il tourne principalement pour le cinéma italien, mais il est également à l'affiche de films français notables comme Le Trou (1960) de Jacques Becker, R.A.S. d'Yves Boisset (1973), Courage fuyons d'Yves Robert (1979), Un homme et une femme : Vingt ans déjà de Claude Lelouch (1986), Hiver 54, l'abbé Pierre (1989), Nikita de Luc Besson (1990) et Netchaïev est de retour de Jacques Deray (1991).

## Biographie

### Jeunesse
Philippe Marie Paul Leroy-Beaulieu naît le 15 octobre 1930 dans le 16e arrondissement de Paris, rue Davioud, de Paul Alfred Marie René Leroy-Beaulieu (1902-1999) et Marie Thérèse Delphine Yvonne Cécile de Gailhard-Bancel (1908-1987),. Il a un frère aîné, Pierre (1928-2006), qui fera carrière dans la politique.
Après la Seconde Guerre mondiale, son père est inspecteur général des finances et conseiller financier du haut commandement allié à Berlin-Ouest puis de l’ambassade de France à Bonn, mais aussi président du bureau économique et financier de l’Otan.
En 1947, Philippe Leroy a 17 ans et embarque comme matelot sur un paquebot transatlantique en route pour New York ; il restera un an aux États-Unis. De retour en France, il s'engage en 1953 en tant que sous-lieutenant dans le 18e régiment de chasseurs parachutistes, et prend part aux guerres d'Indochine et d'Algérie, ce qui lui vaut de recevoir la croix de guerre des Théâtres d'opérations extérieurs et la croix de la Valeur militaire[réf. nécessaire]. Il quitte l'armée avec le grade de capitaine. Depuis la fin des années 1950, Philippe Leroy défend la position politique de l'Algérie française.

### Carrière artistique
Philippe Leroy-Beaulieu est révélé par le film Le Trou (1960) de Jacques Becker. En 1962, dans le contexte politique de la fin de la guerre d'Algérie, il quitte la France pour l'Italie, où il devient un acteur très demandé. Il obtient un grand succès en tenant le rôle principal du polar Sept Hommes en or (1965) de Marco Vicario, où il interprète l'organisateur d'un hold-up audacieux. Il partage ensuite sa carrière entre la France et l'Italie, avec une très nette préférence pour l'Italie où il réside. En 1972, il incarne Léonard de Vinci dans la série historique Léonard de Vinci (La Vita di Leonardo Da Vinci) pour la télévision italienne.

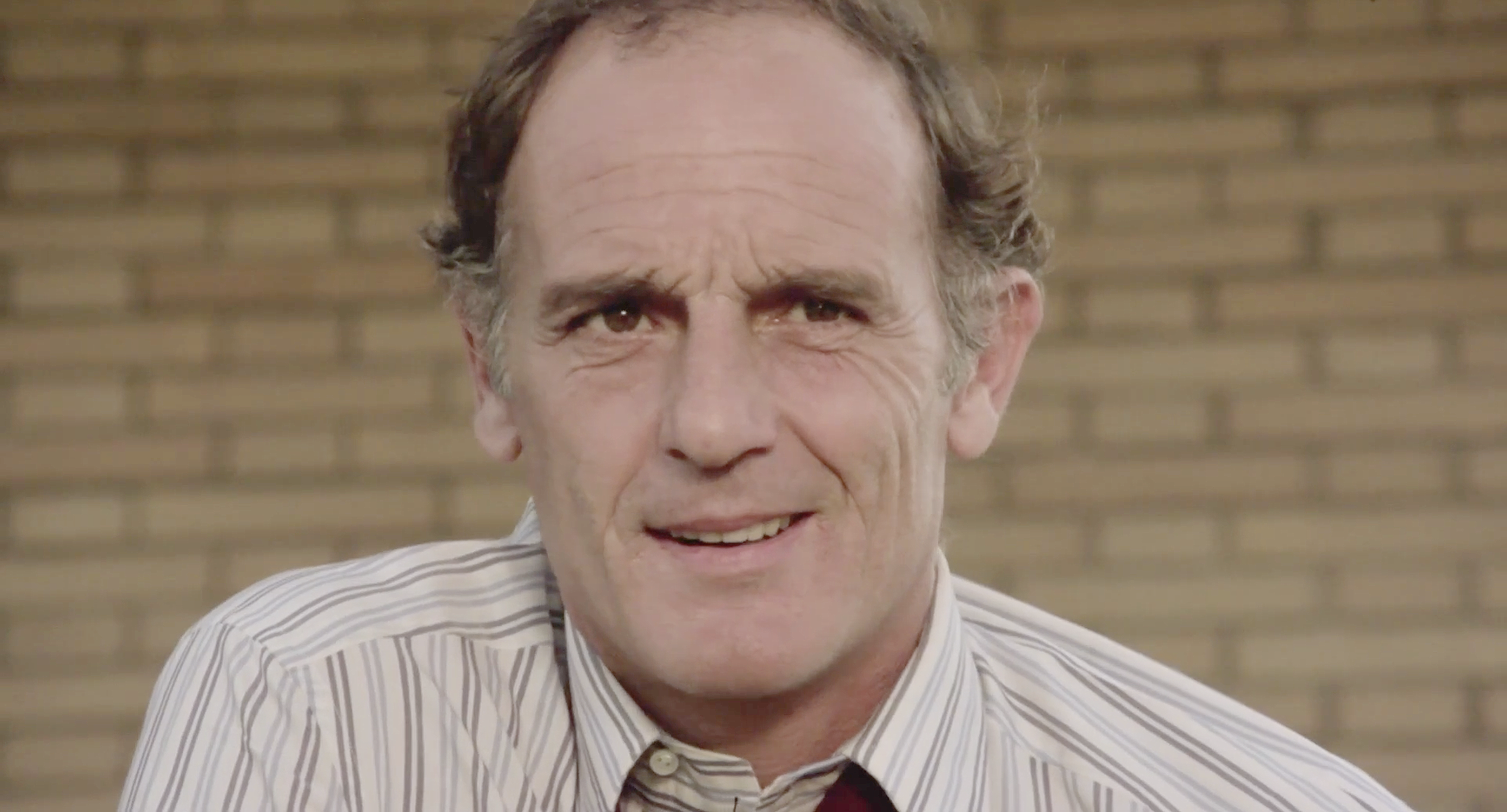
Philippe Leroy dans La nuora giovane en 1975.

Il interprète Yanez De Gomera, le compagnon de Sandokan, à la télévision (Sandokan en 1976) et au cinéma (La tigre è ancora viva: Sandokan alla riscossa! en 1977).
Bien que travaillant surtout en Italie, il continue régulièrement d'apparaître dans des productions françaises, comme Hiver 54, l'abbé Pierre, ou Nikita de Luc Besson dans lequel il joue le chef du service Action.

### Vie privée
Philippe Leroy-Beaulieu se marie le 17 mai 1955  à Paris 16e avec Marianne Marguerite Henriette Marie Larue (1932-2018). Il en divorce le 8 janvier 1961.
Il épouse le 13 juillet 1962  à Paris 6e Françoise Nicole Laurent (1942-2020). Le couple a une fille, Philippine Leroy-Beaulieu (née en 1963), avant de divorcer le 10 mars 1975.
Le 5 novembre 1990, il épouse à Rome en troisièmes noces la journaliste italienne Silvia Tortora (it) (1962-2022), dont il a deux enfants : Philippe et Michelle,.

### Mort
Philippe Leroy-Beaulieu meurt le 1er juin 2024 à Rome à l'âge de 93 ans,,,. Ses obsèques sont célébrées dans la basilique Santa Maria in Montesanto, paroisse des artistes, à Rome. Incinéré, ses cendres sont ensuite remises à la famille.

## Distinctions
- Chevalier de la Légion d'honneur (22 avril 2006)
- Croix de guerre des Théâtres d'opérations extérieurs
- Croix de la Valeur militaire
- Croix du combattant
- Médaille commémorative de la campagne d'Indochine
- Médaille coloniale avec barrette Algérie

### Récompenses
- Festival international du film de Salerne 1989 : Meilleur acteur pour Un uomo di razza.

### Nominations
- BAFTA 1962 : Meilleur acteur étranger pour Le Trou
- Primetime Emmy Awards 1973 : Meilleure interprétation continue d'un acteur dans une série dramatique ou comique pour Léonard de Vinci.

## Filmographie

### Cinéma

#### Années 1960
- 1960 : Les filles sèment le vent de Louis Soulanes : Armand
- 1960 : Le Trou de Jacques Becker : Manu Borelli
- 1960 : Chaque minute compte de Robert Bibal : Patrick
- 1961 : Le Quatrième Sexe de Michel Wichard : Paul
- 1961 :  Pleins Feux sur l'assassin de Georges Franju : André
- 1961 :  Lions au soleil (Leoni al sole) de Vittorio Caprioli : Mimí
- 1961 :  Chasse à la drogue (Caccia all'uomo) : Mazzarò
- 1961 :  Les Guérilleros (I briganti italiani) de Mario Camerini
- 1962 : Seul contre Rome (Solo contro Roma) de Luciano Ricci : Silla
- 1962 : La Loi des hommes de Charles Gérard : Dandieu
- 1962 : Quand la chair succombe (Senilità) de Mauro Bolognini : Stefano Balli
- 1962 : Les Guérilleros (I briganti italiani) de Mario Camerini : O Zelluso
- 1963 : L'Appartement du dernier étage (L'attico) de Gianni Puccini : Tommaso
- 1963 : Le Jour le plus court (Il giorno più corto) de Sergio Corbucci
- 1963 : Les 55 jours de Pékin (55 Days at Peking) de Nicholas Ray : Julliard
- 1963 : Le Terroriste (Il terrorista) de Gianfranco De Bosio : Rodolfo Boscovich
- 1964 : Histoire nocturne (Una storia di notte) de Luigi Petrini : Jimmy
- 1964 :  Les Heures nues (Le ore nude) de Marco Vicario : Massimo
- 1964 :  Frénésie d'été (Frenesia dell'estate) de Luigi Zampa : Manolo
- 1964 :  Le Château des morts-vivants (Il castello dei morti vivi) de Luciano Ricci et Lorenzo Sabatini : Eric
- 1964 :  Le Train du samedi (it) (Il treno del sabato) de Vittorio Sala : Paolo Traversi
- 1964 :  L'Amour en quatre dimensions (Amore in 4 dimensioni), segment Amore e arte de Gianni Puccini : Franco Lampredi, le mari
- 1964 :  Le Sexe des anges (Le voci bianche) de Pasquale Festa Campanile et Massimo Franciosa : Ascanio
- 1964 :  Les Bandits (Llanto por un bandido) de Carlos Saura : Pedro Sánchez
- 1964 :  L'Amour facile : Giovanni Bollati (segment Il vedovo bianco)
- 1964 :  L'idea fissa de Gianni Puccini et Mino Guerrini (segment Sabato 18 luglio)
- 1964 :  Une femme mariée de Jean-Luc Godard : Pierre, le mari
- 1965 :  La Mandragore (La mandragola) d'Alberto Lattuada : Callimaco
- 1965 :  La Femme du lac (La donna del lago) de Luigi Bazzoni : Mario
- 1965 :  Sept Hommes en or (Sette uomini d'oro) de Marco Vicario : Albert (le professeur)
- 1966 :  Lo scandalo d'Anna Gobbi
- 1966 :  Je ne fais pas la guerre, je fais l'amour (Non faccio la guerra, faccio l'amore) de Franco Rossi : Nicola
- 1966 :  Rapt à Damas (Delitto quasi perfetto) de Mario Camerini : Paolo Respighi
- 1966 :  Une vierge pour le prince (Una vergine per il principe) de Pasquale Festa Campanile  : Ippolito
- 1966 :  Yankee de Tinto Brass : Yankee
- 1966 :  Ah ! Quelle nuit, les amis ! (Che notte, ragazzi!) de Giorgio Capitani
- 1966 :  La CIA mène la danse (Il grande colpo dei sette uomini d'oro) de Marco Vicario : Albert
- 1967 :  La Cible dans l'œil (L'occhio selvaggio) de Paolo Cavara : Paolo
- 1968 :  Ecce homo de Bruno Gaburro : Jean
- 1968 :  La nuit est faite pour... voler (La notte è fatta per... rubare) de Giorgio Capitani : George
- 1968 :  L'Amour à cheval (La matriarca) de Pasquale Festa Campanile : le professeur de tennis
- 1968 :  Buona sera Madame Campbell (Buona Sera, Mrs. Campbell) de Melvin Frank : Vittorio
- 1969 :  Senza sapere niente di lei de Luigi Comencini : Nanni Brà
- 1969 :  Cœur de mère (Cuore di mamma) de Salvatore Samperi
- 1969 :  La sua giornata di gloria d'Edoardo Bruno
- 1969 :  Quand, comment et avec qui ? (Come, quando, perché) d'Antonio Pietrangeli et Valerio Zurlini : Marco
- 1969 :  Le Duo de la mort (Femina ridens) de Piero Schivazappa : Dr Sayer

#### Années 1970
- 1971 :  La Machination (Senza via d'uscita) de Piero Sciumè : Gilbert
- 1971 :  Un polyvalent pas comme les autres (Stanza 17-17 palazzo delle tasse, ufficio imposte) de Michele Lupo : Romolo Moretti, dit « Sartana »
- 1971 :  Homicide parfait au terme de la loi (Un omicidio perfetto a termine di legge) de Tonino Ricci : Marco Breda
- 1971 :  Scandale à Rome (Roma bene) de Carlo Lizzani : Giorgio Santi
- 1972 : Les Proxénètes (Ettore lo fusto) d'Enzo G. Castellari : Hector le Fortiche
- 1972 :  Padella calibro 38 (it) d'Antonio Secchi (it) : Général Briscott
- 1972 :  Milan calibre 9 (Milano calibro 9) de Fernando Di Leo : Chino
- 1972 :  Le Manoir aux filles (Ragazza tutta nuda assassinata nel parco) de Alfonso Brescia : Martin
- 1973 : La Fureur d'un flic (La mano spietata della legge) : Commissaire Gianni De Carmine
- 1973 :  Una vita lunga un giorno de Ferdinando Baldi : Philippe
- 1973 :  La Guerre des gangs (Milano rovente) d'Umberto Lenzi : Roger Daverty
- 1973 :  Mister Superinvisible (L'inafferrabile invincibile Mr. Invisibile)
- 1973 : L'Emprise de la main noire (La mano nera - prima della mafia, più della mafia) d'Antonio Racioppi : le professeur
- 1973 :  R.A.S. d'Yves Boisset : Commandant Lecoq
- 1974 : La svergognata de Giuliano Biagetti : Fabio Lorenzi
- 1974 :La Secrétaire (Cebo para una adolescente) de Francisco Lara Polop : Ignacio
- 1974 : Fatevi vivi, la polizia non interverrà de Giovanni Fago : le professeur
- 1974 : Portier de nuit (Il portiere di notte) de Liliana Cavani : Klaus
- 1975 : Liberté, mon amour ! (Libera, amore mio...) de Mauro Bolognini : Franco Testa
- 1975 :La Ligne du fleuve (La linea del fiume) d'Aldo Scavarda
- 1975 : La nuora giovane de Luigi Russo : Franco
- 1975 : La Grande Bagarre (Il soldato di ventura) de Pasquale Festa Campanile : La Motte
- 1976 : Puttana galera! de Gianfranco Piccioli : Colonel Rémy
- 1977 : Quella strana voglia d'amare (it) de Mario Imperoli : Don Giuseppe
- 1977 : Mannaja, l'homme à la hache de Sergio Martino  : McGowan
- 1977 : Au-delà du bien et du mal (Al di là del bene e del male) de Liliana Cavani : Peter Gast
- 1977 : La tigre è ancora viva: Sandokan alla riscossa! de Sergio Sollima : Yanez de Gomera
- 1978 : Le Cheval et l'Enfant (L'avventurosa fuga) d'Enzo Doria : Massimo
- 1978 :  La Loi de la CIA (Sono stato un agente C.I.A.) de Romolo Guerrieri : l'inspecteur Radi Stravropoulos
- 1978 :  Qui a tué le chat ? (Il gatto) de Luigi Comencini : Don Pezzolla, le prêtre
- 1979 : Courage fuyons d'Yves Robert : Chalamond

#### Années 1980
- 1980 : Bello di mamma (it) de Rino Di Silvestro : Duc William Trinacria
- 1980 : Tranquille donne di compagna de Claudio Giorgi (it) : Guido Maldini
- 1980 : Peccato originale de Mario Sabatini : Marco Nobili
- 1980 : Il medium de Silvio Amadio
- 1980 : Mon curé va en boîte (Qua la mano) de Pasquale Festa Campanile : le pape
- 1981 : Les Casques de cuir (it) (Teste di quoio) de Giorgio Capitani : il comandante Bartoli
- 1981 : Le Tango de la jalousie (Il tango della gelosia) de Steno : Giulio Lovanelli
- 1983 : State buoni se potete de Luigi Magni : Ignace de Loyola
- 1984 : Windsurf - Il vento nelle mani (it) de Claudio Risi : Lupo
- 1985 : Berlin Affair (Interno berlinese) de Liliana Cavani : Herbert Gessler
- 1985 : Juke box, film à sketches de Carlo Carlei, Enzo Civitareale, Sandro De Santis, Antonello Grimaldi, Valerio Jalongo, Daniele Luchetti et  Michele Scura
- 1986 : La donna del traghetto (it) d'Amedeo Fago (it) : Primo, le père de Viola
- 1986 : Un homme et une femme : Vingt ans déjà de Claude Lelouch : Professeur Thévenin
- 1987 : Montecarlo Gran Casinò (it) de Carlo Vanzina : Baron Duroc de Rothschild
- 1988 : Don Bosco de Leandro Castellani (it) : Pape Léon XIII
- 1988 : Incidente di percorso de Donatello Alunni Pierucci (it)
- 1988 : Umi e (海へ?) de Koreyoshi Kurahara
- 1989 : Leonardo's Dream, court-métrage de Douglas Trumbull
- 1989 :  Un uomo di razza de Bruno Rasia : Giulio Romani
- 1989 :  Deux de Claude Zidi : M. Muller
- 1989 :  Hiver 54, l'abbé Pierre de Denis Amar : Jacques

#### Années 1990
- 1990 : Nikita de Luc Besson : Grossman
- 1990 :  L'Affaire Wallraff (The Man Inside) : Borges
- 1990 :  L'Autrichienne de Pierre Granier-Deferre  : D'Estaing
- 1991 : Netchaïev est de retour de Jacques Deray
- 1992 : Le Retour de Casanova de Édouard Niermans : Émissaire
- 1992 : Adelaide
- 1992 : Alibi perfetto
- 1992 :  Échec et Nap...
- 1994 : Berlin '39 : Rostock
- 1994 : Mario et le Magicien (Mario und der Zauberer) de Klaus Maria Brandauer : Graziano
- 1995 : Io e il re : Conte
- 1996 : L'Ombre du pharaon
- 1996 : Cous-cous
- 1996 : Le Temps d'aimer (In Love and War) : Comte Sergio Caracciolo
- 1997 : Le Déménagement de Olivier Doran : le livreur 1
- 1999 : Il pesce innamorato (en) : Autiste

#### Années 2000
- 2000 : Un giudice di rispetto
- 2000 : La ville est tranquille de Robert Guédiguian : René
- 2001 : La Folie des hommes (Vajont - La diga del disonore) de Renzo Martinelli : Giorgio dal Piaz
- 2002 : Apri gli occhi e... sogna
- 2002 : Joy - scherzi di gioia
- 2003 : The Accidental Detective : Mario Del Marro
- 2003 :  L'Affaire des cinq lunes (Piazza delle cinque lune) de Renzo Martinelli : Barista
- 2004 : Le Cou de la girafe de Safy Nebbou : Maxime
- 2007 : La Troisième Mère (La terza madre) de Dario Argento : Guglielmo De Witt
- 2008 : La rabbia : Nonno
- 2008 :  Il sangue dei vinti de Michele Soavi
- 2009 : Le Premier Cercle de Laurent Tuel
- 2009 : Nient'altro che noi d'Angelo Antonucci

#### Années 2010
- 2010 : Vorrei averti qui d'Angelo Antonucci
- 2011 : La strada di Paolo (it) de Salvatore Nocita
- 2012 : Soledad  de Louis Nero (court métrage)
- 2012 : Breve storia di lunghi tradimenti (it) de Davide Marengo
- 2016 : La notte è piccola per noi  de Gianfrancesco Lazotti
- 2017 : Questione di karma d'Edoardo Falcone
- 2017 :  Chi salverà le rose? (it) de Cesare Furesi
- 2017 :  Una gita a Roma de Karin Proia
- 2018 : Hotel Gagarin (it) de Simone Spada

### Télévision

#### Téléfilms
- 1961 : Le Rouge et le Noir de Pierre Cardinal
- 1978 : I Racconti fantastici di Edgar Allan Poe
- 1984 : Der Mörder : Baron
- 1984 : L'Albero dei diamanti
- 1985 : Baciami strega
- 1987 : Due assi per un turbo : Orazio
- 1992 : Due vite, un destino
- 1994 : Cherche famille désespérément : Edward Milan
- 1994 :  Sursis pour l'orchestre (Lie Down with Lions) : Dolohov
- 1996 : La Bible: Moise (Moses) : Tuntmin
- 1989 : Le Prix d'une vie (Comprarsi la vita) : le professeur
- 1998 : Ritornare a volare
- 2002 : Un Maresciallo in gondola : Armand Dupont, le chat
- 2003 :  Valentine : Jacques
- 2004 : Don Gnocchi - L'angelo dei bimbi : le pape Pie XII
- 2005 : San Pietro : Gamaliele
- 2012 : I Cesaroni (en) : Tony Gregoretti

#### Séries télévisées
- 1971 : Léonard de Vinci (La Vita di Leonardo Da Vinci) : Leonardo da Vinci adulte
- 1974 : La Jeunesse de Garibaldi (Il Giovane Garibaldi) : l'exilé français
- 1975 : Diagnosi
- 1976 : Sandokan : Yanez De Gomera
- 1978 : Giorno segreto
- 1979 : Orient-Express : Peter (segment Antonella)
- 1980 : Sam et Sally, épisode Les Collectionneurs de Joël Santoni
- 1982 : Il Furto della Gioconda
- 1983 : Le Corsaire de Franco Giraldi : Peyrol (3 épisodes)
- 1984 : TIR : Orazio
- 1984 : Et la vie continue (… e la vita continua) de Dino Risi : Dr. Fasoli
- 1985 : Quo vadis ? : Paul de Tarse
- 1986 : La Vallée des peupliers : Philippe Dubois
- 1987 : L'Isola del tesoro
- 1987 : Garibaldi il generale
- 1996-1998 : Une femme d'honneur, épisodes Pirates de la route  et Mort en eaux troubles : le colonel Bernard Florent
- 1997 : Noi siamo angeli : Duval
- 1997 : Nessuno escluso : le colonel
- 2003 : Cinecittà
- 2005 : La Bambina dalle mani sporche : Ciutti